# 上原わかな
上原 わかな（うえはら わかな、1996年〈平成8年〉5月13日 - ）は、神奈川県出身の女性タレント、プロレスラー。マネジメントはワンエイトプロモーションを経てフリー。

## 略歴

### 1996年
5月13日、神奈川県で生まれる。

### 2013年
『CanCam』（小学館）新世代モデルオーディションに参加し、2万1,608人の中からセミファイナリスト100名に選出。

### 2014年
映画のオーディションにて映画スタッフ関係者にスカウトされ、芸能活動を始める。

### 2018年
6月2日、ガールズグループ「99999」（クインテックス）のセンターとしてEX THEATER ROPPONGIにて行われた「OTONOVA2018」グランプリファイナルでアイドルデビュー。
11月14日、「Mudia2019」アンバサダー選手権FINAL（Zepp DiverCity TOKYO）にて、2017年スーパーアイドルオーディション（SIA）出身のアイドルユニット TOYZ（トイズ）、99999より選抜メンバーを募りAdvance Arc Harmonyとしてメジャーデビューをする。

### 2019年
1月9日、徳間ジャパンより『今、君と生きてる』でメジャーデビュー。
2月5日、Advance Arc Harmonyの新曲のポジションをかけた総選挙にて1位を獲得。5月18日、Advance Arc Harmonyを卒業。
8月5日、『有吉ゼミ』（日本テレビ）の「第2のギャル曽根オーディション」で地上波初出演。特技の大食いを披露する。
8月25日、横浜アリーナにて「@JAM EXPO2019」に出演し転校少女*に加入。アイドル再デビューをする。
11月13日、日本クラウンより『COSMOS』でメジャーデビュー。
11月16日、転校少女*としてLINE CUBE SHIBUYAで公演した。

### 2020年
2月26日、『情熱リボルバー』をリリース。
4月17日、『FRIDAY』（講談社）にて水着グラビアを初披露。
4月23日、転校少女*を卒業。
5月22日、YouTubeチャンネル開設。

### 2021年
2月、Instagramアカウントを開設。

### 2022年
4月、番組の企画（「夢プロレス－dream on the ring－」）でプロレスを始める。
6月、舞台に初出演。その後7月、8月、10月と舞台出演し、11月の舞台「陰陽師、はじめました。」で初主演を務める。
11月27日、東京女子プロレスの後楽園ホール大会にて番組の企画で始めたプロレスに本格的に参戦する事を発表した。

### 2023年
1月4日、東京女子プロレス後楽園ホール大会「東京女子プロレス'23」でデビュー。遠藤有栖をパートナーに宮本もか＆長野じゅりあ組と対戦。勝敗はギブアップ負け。
2月11日、後楽園ホール大会にて同期デビューのHIMAWARIとシングルを行い初勝利を飾った。

### 2025年
3月末でワンエイトプロモーションを退所、芸能活動はフリーランスとなる。

## 人物
- 4人家族。父親は大学教授[18]。姉が1人いる。
- 2歳からピアノ、その他にもバレエ、水泳、英会話、ダンス、体操など幼少期から習い事をしていた[18]。
- 中学から都内の中高一貫校に進学。出身高校（中学）は東京農業大学第一高等学校（中等部）。中学入試の偏差値は68 - 71（首都圏模試センター調べ）。中等部1年から高等部3年までの6年間チアリーディング部に所属。部活はチアリーディング部に所属していた。高校では無遅刻無欠席の皆勤賞[19]。
- 中学時代、ももいろクローバーZと出会い女性アイドルグループにハマる。高校ではコピーグループを作るほどであった。アイドルを始めたきっかけはももいろクローバーZの影響が大きいと公言している。当時の特に好きだったももクロのメンバーである百田夏菜子と2022年6月18日放送の『踊る!さんま御殿!!』（日本テレビ）にて初共演した。
- 趣味はジグソーパズル、映画鑑賞、ゲーム。食べること[20]。
- 特技はキックボクシング、チアリーディング（高校全国3位、関東3位）、大食い[21]。
- 理系の大学に通うリケジョで2020年に大学を卒業[1]。大学院に進学予定であったが、進学せず芸能活動に専念した。
- 大食いタレントしても知られる[22]。好きな食べ物は、肉の脂身、スイーツ、ラーメン、卵、チーズ、こってりしたもの全般。
- 太腿の太さがコンプレックスだったがプロレスを始めてからは褒めてもらえることが多くなり、嬉しくなった[23]。

### プロレス

#### 得意技
スリーパーホールド
初勝利時のフィニッシャー。
バナナ・ピロー(BANANA PILLOW)
トライアングルランサー。相手の首に巻いた足をバナナ型の枕に見立てて命名。
スペースローリングエルボー
スナップ・スープレックス

#### タイトル歴
東京女子プロレス
ねくじぇねトーナメント優勝（2023年）

#### 入場曲
Keep my heart burning / 上原わかな
作詞も本人が担当。作曲・編曲は高田暁。

## 出演

### 雑誌
- フォトテクニックデジタル（2017年、玄光社）- 2017年4月号
- CAPA特別編集 ニコンD7500実践活用スーパーブック（2017年、学研）
- 美人百花（2019年、角川春樹事務所）- 2019年6月号
- BRODY（2020年、白夜書房）- 2020年4月号
- FRIDAY 2020年5月1日号（2020年、講談社）- 初水着グラビア

### Web雑誌
- 戦う女グラフィティ 上原わかな 02 （2024年4月、ヤンマガweb）- 水着グラビア

### コラム
- 上原わかなの木曜コラム こんばんわかなの満腹ライフ!!（2024年4月 - 、週刊プロレスmobile）

### CM
- ポッカサッポロ「アーモンドブリーズ」（2015年）- 女子高生 役
- 花王ソフィーナ AUBE「ブラシひと塗りアイシャドウN」・「なめらか質感ひと塗りルージュ」（2019年）

### TV
- おはよう！アイドル長屋REMIX（2018年12月25日、TOKYO MX）
- 有吉ゼミ （日本テレビ）
  - （2019年8月5日・9月14日・12月9日）
  - （2020年3月16日・4月20日・6月8日・8月3日・10月19日）
  - （2021年4月26日・7月12日・7月26日・9月27日）
  - （2022年1月24日・8月29日・11月14日）
  - （2023年4月24日・5月22日）
- ポルポ（2019年11月10日、テレビ朝日）
- 新春しゃべくり007　4時間30分スペシャル（2020年1月2日、日本テレビ）
- サイキ道（2020年1月6日、テレビ朝日）
- 爆報! THE フライデー（2020年4月23日・12月18日、TBS）
- 全力坂（2022年3月24日・30日、テレビ朝日）
- 競輪LIVE!チャリロトよしもと（2022年4月19日、BSよしもと）
- 浜ちゃんが!（2022年5月18日・6月1日、読売テレビ）
- 踊る!さんま御殿!!（2022年8月16日、日本テレビ）[24]
- ヒロミ・指原の“恋のお世話始めました”（2023年3月16日、ABEMA）

### Web配信番組
- 西武園競輪 開設71周年記念 ゴールド・ウイング賞、2日目 （2021年4月16日、YouTube）
- 夢プロレス－dream on the ring－、 （2022年6月3日 - 10月28日、YouTube） [25]
- 銭湯とサウナとわたし 〜ととのわなくていい〜 （2022年9月18日 - 、YouTube）- 2代目MC
- 釣りとゴハンとわたし（2023年4月30日 - 、YouTube）- MC

### MusicVideo
- 何故ナツミ 若旦那プロデュース楽曲 -「全部お前のせい」（2018年）

### 舞台
- 劇団TEAM-ODAC 第39回本公演 「破天荒フェニックス」（2022年6月1日 - 5日、シアターサンモール）[26]
- Monkey Works Vol.07 「押忍！更級高校応援団！」（2022年7月6日 - 10日、シアター・アルファ東京）[27]
- Monkey Works Vol.08 「オレンジノート」（2022年8月24日 - 28日、六行会ホール）[28]
- 舞台「あi」（2022年10月18日 - 23日、新宿シアターブラッツ）
- フライドBALL企画 vol.54「陰陽師、はじめました。」（2022年11月16日 - 20日、新宿シアターブラッツ）- 主演：美琴 役
- パフォーマンスプラスピエロ第5回本公演 「FIDUCIA - フィドゥーチャー」（2023年8月2日 - 6日、萬劇場）- リリイナ 役
- POCCOPUBRE vol.1「朝ドラァ！-Good morning DRAG QUEEN!!-」（2023年11月22日 - 26日、シアターサンモール）[29]
- Monkey Works Vol.11 「明日は捲る」（2024年5月15日 - 19日、シアターサンモール）[30]

### ライブ
- 「@JAM EXPO 2019」（2019年8月25日、横浜アリーナ）- 『転校少女*』新メンバーとしてお披露目

### プロレス
- 『夢プロレス - dream on the ring -』エキシビションマッチ（2022年10月14日、新宿FACE）
- 『東京女子プロレス後楽園ホール大会』（2022年11月27日、後楽園ホール） - 本格的にプロレス継続参戦を発表
- 『「東京女子プロレス'23」後楽園ホール大会』（2023年1月4日、後楽園ホール）- プロレスデビュー戦

### イベント
- 食肉惣菜創作発表会「ミートデリカコンテスト」 （2022年12月3日、全国食肉事業協同組合連合会、道府県食肉事業協同組合・連合会主催）- 全国大会2022MC